# Come Get Some
"Come Get Some" é uma canção do grupo americano TLC. Foi escrito por membros da banda Tionne "T-Boz" Watkins e Rozonda "Chilli" Thomas juntamente com Kandi Burruss, Craig Love, Sean P de Youngbloodz e Lil' Jon para o álbum de grandes êxitos, Now & Forever the Hits (2003). Lil Jon produziu a música e também aparece com Sean P como vocalista convidado.
A canção foi lançada como um single autônomo em 2003, um ano após a morte da integrante do grupo Lisa Lopes. Enquanto um videoclipe nunca foi produzido, a música foi executada algumas vezes. Introdução da canção foi executada no final da temporada do American Idol em maio de 2011. Com sucesso comercial menor, que chegou ao número 81 na Billboard Hot R&B/Hip-Hop Songs.

## Lista de faixas
US single
1. "Come Get Some" (radio mix) – 4:21
2. "Come Get Some" (a capela) – 4:20
3. "Come Get Some" (instrumental) – 4:19

## Desepenho

### Paradas semanais
| Chart (2003)                                 | Peak position |
| -------------------------------------------- | ------------- |
| Austrália (ARIA)                             | 73            |
| Canadá (Canadian Hot 100)                    | 91            |
| Estados Unidos (Billboard Hot 100)           | 86            |
| Estados Unidos (Billboard R&B/Hip-Hop Songs) | 6             |
| Reino Unido (OCC UK R&B)                     | 11            |